# Городище (пам'ятка природи, Тлумацький район)
Городи́ще — ботанічна пам'ятка природи місцевого значення в Україні. Об'єкт розташований на території Тлумацького району Івано-Франківської області, на схід від села Хотимир.
Площа — 55 га, статус отриманий у 1996 році. Перебуває у віданні: Хотимирська сільська рада.